# 佳苗琉花
佳苗琉花（日语：佳苗 るか，1993年3月4日—），是日本長野縣出身的前AV女優。現在是編劇。所屬於「T-POWERS」事務所。

## 經歷
- 2012年出道，並與櫻心美、波多野結衣、Maika、神咲詩織組成「me-me」的女子團體 [2]
- 2013年，隨著「me-me」來台參加第三屆台灣成人博覽會[3]
- 2014年，「me-me」在馬尼拉舉辦海王星娛樂Me-Me慈善演唱會[4]
- 2018年1月在自己的部落格上宣布，將於今年6月引退

## 外部連結
- 佳苗琉花的X（前Twitter）
- 佳苗琉花的Instagram帳戶